# Винков Врх
Винков Врх (словен. Vinkov Vrh) — поселення в общині Жужемберк, регіон Південно-Східна Словенія, Словенія. Висота над рівнем моря: 319,6 м.